# Vikarien (1999)
Vikarien (engelska: Not One Less; kinesiska: 一个都不能少; pinyin: yíge dōu bùnéng shǎo) är en dramafilm från 1999 av den kinesiska regissören Zhang Yimou, adapterad från Shi Xiangshengs film från 1997, "A Sun in the Sky" (kinesiska: 天上有个太阳; pinyin:tiān shàng yǒu ge tàiyáng). Filmen distribuerades av China Film Group Corporation i Kina och av Sony Pictures Classics och Columbia Tristar internationellt. Den vann Guldlejonet vid Filmfestivalen i Venedig 1999. 

## Rollista
| Namn          | Roll                                        |
| ------------- | ------------------------------------------- |
| Wei Minzhi    | Lärare Wei                                  |
| Zhang Huike   | klassens bråkstake, hoppat av från skolan   |
| Tian Zhenda   | Borgmästare Tian                            |
| Gao Enman     | Lärare Gao                                  |
| Sun Zhimei    | hjälper Wei söka efter Zhang Huike i staden |
| Feng Yuying   | TV-stations receptionist                    |
| Li Fanfan     | TV-programledare                            |
| Zhang Yichang | sportrekryterare                            |
| Xu Zhanqing   | tegelbruksägare                             |
| Liu Hanzhi    | Zhang Huikes sjuka mor                      |
| Ma Guolin     | man på busshållplats                        |
| Wu Wanlu      | TV-stationsmanager                          |
| Liu Ru        | tågstationspresentatör                      |
| Wang Shulan   | pappershandelskontorist                     |
| Fu Xinmin     | TV-chef                                     |
| Bai Mei       | restaurangägare                             |